# Lichter der Stadt
Lichter der Stadt (нем. Огни Города) — восьмой студийный альбом немецкой neue deutsche härte-группы Unheilig, вышедший в 2012 году. Содержит в себе 16 композиций. 27 марта 2012 года альбом стал золотым. 16 июня 2012 года объявлено о том, что заглавная композиция альбома будет использована в качестве саундтрека к анимационному фильму „Zambezia“, который вышел в кинопрокат в Германии 30 августа 2012 года.

## Список композиций
| №   | Название                   | Русский перевод        | Длительность |
| --- | -------------------------- | ---------------------- | ------------ |
| 1.  | «Das Licht (Intro)»        | Свет (Интро)           | 3:36         |
| 2.  | «Herzwerk»                 | Сердцебиение           | 3:34         |
| 3.  | «So Wie Du Warst»          | Такой, каким ты был    | 3:50         |
| 4.  | «Tage Wie Gold»            | Дни как золото         | 3:34         |
| 5.  | «Wie Wir Waren»            | Какими мы были         | 3:40         |
| 6.  | «Unsterblich»              | Бессмертный            | 4:00         |
| 7.  | «Feuerland»                | Огненная земля         | 3:44         |
| 8.  | «Lichter Der Stadt»        | Огни города            | 4:15         |
| 9.  | «Ein Guter Weg»            | Хороший путь           | 3:53         |
| 10. | «Ein Großes Leben»         | Большая жизнь          | 3:35         |
| 11. | «Brenne Auf»               | Загорайся              | 3:49         |
| 12. | «Zeitreise»                | Путешествие во времени | 4:01         |
| 13. | «Das Leben Ist Schön»      | Жизнь прекрасна        | 3:42         |
| 14. | «Eisenmann»                | Железный человек       | 4:23         |
| 15. | «Vergessen»                | Забывать               | 4:14         |
| 16. | «Die Stadt (Instrumental)» | Город (Инструментал)   |              |

## Синглы
- So Wie Du Warst[нем.]
- Lichter der Stadt (сингл)[нем.]

## Клипы
- Lichter der Stadt

## Лидирование в чартах
| Страна    | Лидерство в чартах                        |
| --------- | ----------------------------------------- |
| Австрия   | 4 недели (30 марта 2012 — 27 апреля 2012) |
| Германия  | 4 недели (30 марта 2012 — 27 апреля 2012) |
| Швейцария | 1 неделя (1 апреля 2012 — 8 апреля 2012)  |